# Communauté de communes du Pays de Lapalisse
La communauté de communes du Pays de Lapalisse est une communauté de communes française, située dans le département de l'Allier en région Auvergne-Rhône-Alpes.

## Historique
La communauté de communes a été créée en 1997, avec cinq communes. Cinq autres les rejoignent en 1999, puis trois autres en septembre 2000 et une quatorzième en 2002.
Depuis 2003, elle publie, tous les six mois, le journal intercommunal 8.888, en référence au nombre d'habitants de la population avec doubles comptes au recensement de 1999.
En 2008, le conseil communautaire avait désigné Georges Dajoux, maire de Servilly, ainsi que cinq vice-présidents : Jacques de Chabannes (développement économique, zones d'activités, finances et marchés publics), Yves Collanges (bâtiments et voirie), Maria Lesme (tourisme et communication), Jean-Marc Bruniau (équipements sportifs, loisirs et enfance, service de portage des repas à domicile) et Didier Hangard (animation et culture).
Le schéma départemental de coopération intercommunale de l'Allier impose le remaniement de toutes les structures intercommunales à fiscalité propre du département. Il était proposé la fusion avec la communauté de communes Varennes-Forterre, la loi no 2015-991 du 7 août 2015 portant nouvelle organisation territoriale de la République imposant que les structures intercommunales doivent avoir une population minimale de 15 000 habitants. Pourtant, la CC du Pays de Lapalisse ne faisait pas partie des structures intercommunales devant fusionner. La nouvelle intercommunalité aurait compté 28 communes (sauf éventuelle fusion entre Lapalisse et Saint-Prix) pour une population de plus de 18 000 habitants.
Ce projet est pourtant adopté, mais les élus de la communauté de communes se voient réticents et privilégient la fusion avec la communauté d'agglomération de Vichy Val d'Allier.
Les périmètres de fusions ayant été arrêtés en juin 2016, la communauté de communes restera dans son état actuel,.

## Territoire communautaire

### Géographie
Au sud-est du département de l'Allier, le Pays de Lapalisse marque la frontière entre la plaine de la vallée de la Besbre et la Montagne bourbonnaise.
La communauté de communes est desservie par un grand axe routier, la route nationale 7, la reliant à Moulins au nord-ouest et Roanne au sud-est.
L'intercommunalité est bordée au sud par l'ancienne communauté de communes de la Montagne bourbonnaise, au sud-ouest par l'ancienne communauté d'agglomération de Vichy Val d'Allier — ces deux communautés ont fusionné en janvier 2017 pour donner la communauté d'agglomération Vichy Communauté — au nord-ouest par l'ancienne communauté de communes Varennes-Forterre, au nord-est par l'ancienne communauté de communes Donjon - Val Libre — ces deux communautés ont fusionné en janvier 2017 avec la communauté de communes Val de Besbre - Sologne Bourbonnaise pour donner la communauté de communes Entr'Allier Besbre et Loire —, à l'est par la communauté d'agglomération Roannais Agglomération.

### Composition
La communauté de communes est composée des 14 communes suivantes :

| Nom                             | Code Insee | Gentilé        | Superficie (km2) | Population (dernière pop. légale) | Densité (hab./km2) |
| ------------------------------- | ---------- | -------------- | ---------------- | --------------------------------- | ------------------ |
| Lapalisse (siège)               | 03138      | Lapalissois    | 33,01            | 3 127 (2022)                      | 95                 |
| Andelaroche                     | 03004      | Andelarochois  | 20,28            | 217 (2022)                        | 11                 |
| Barrais-Bussolles               | 03017      | Barraisiens    | 25,34            | 185 (2022)                        | 7,3                |
| Bert                            | 03024      | Bertois        | 24,15            | 261 (2022)                        | 11                 |
| Billezois                       | 03028      | Billezoissiens | 15,68            | 361 (2022)                        | 23                 |
| Le Breuil                       | 03042      | Brogéliens     | 34,55            | 531 (2022)                        | 15                 |
| Droiturier                      | 03105      | Droituriers    | 22,07            | 367 (2022)                        | 17                 |
| Isserpent                       | 03131      | Isserpentois   | 26,31            | 560 (2022)                        | 21                 |
| Périgny                         | 03205      | Pérignons      | 27,22            | 470 (2022)                        | 17                 |
| Saint-Christophe-en-Bourbonnais | 03223      | Christophais   | 28,02            | 431 (2022)                        | 15                 |
| Saint-Étienne-de-Vicq           | 03230      |                | 19,22            | 527 (2022)                        | 27                 |
| Saint-Pierre-Laval              | 03250      |                | 24,03            | 365 (2022)                        | 15                 |
| Saint-Prix                      | 03257      | Saint-Prirois  | 21,75            | 785 (2022)                        | 36                 |
| Servilly                        | 03272      |                | 12,32            | 273 (2022)                        | 22                 |

### Démographie
| 1968   | 1975  | 1982  | 1990  | 1999  | 2010  | 2015  | 2021  |
| ------ | ----- | ----- | ----- | ----- | ----- | ----- | ----- |
| 10 262 | 9 628 | 9 187 | 9 118 | 8 613 | 8 610 | 8 460 | 8 455 |

## Administration

### Siège
Le siège de la communauté de communes est situé à Lapalisse.

### Les élus
La communauté de communes est gérée par un conseil communautaire composé de 25 conseillers élus pour une durée de six ans.
Ils sont répartis comme suit :
- onze conseillers pour la commune de Lapalisse ;
- deux conseillers pour la commune de Saint-Prix ;
- un conseiller (et un suppléant) pour les douze autres communes.

### Présidence
À la suite des élections municipales et communautaires de 2020, le conseil communautaire du 17 juillet 2020 a élu son président, Jacques de Chabannes, maire de Lapalisse et désigné cinq vice-présidents qui sont :
| No | Identité          | Qualité | Délégation                                                                          |
| -- | ----------------- | ------- | ----------------------------------------------------------------------------------- |
| 1  | Didier Hangard    |         | Finances, budget, marchés publics, contrats, assurances, personnel et communication |
| 2  | Alain Lassalle    |         | Développement économique et tourisme                                                |
| 3  | Yves Collanges    |         | Bâtiment, aérodrome, animation, culture et relais de services publics               |
| 4  | Yves Planche      |         | Voirie, espace public, logement et environnement                                    |
| 5  | Jean-Marc Bruniau |         | Équipements sportifs et de loisirs, enfance-jeunesse et portage de repas à domicile |

Ils forment ensemble l'exécutif de l'intercommunalité pour le mandat 2020-2026.
La communauté de communes a connu les présidents suivants :
| Période                                  | Période       | Identité             | Étiquette | Qualité                                                  |
| ---------------------------------------- | ------------- | -------------------- | --------- | -------------------------------------------------------- |
| Les données manquantes sont à compléter. |               |                      |           |                                                          |
| janvier 1998                             | juillet 2007  | Bernard Le Provost   | UMP       | Maire de Lapalisse Conseiller général                    |
| 2008                                     | 14 avril 2014 | Georges Dajoux       | DVG       | Retraité de la pharmacie Maire de Servilly               |
| 14 avril 2014                            | En cours      | Jacques de Chabannes | PRG       | Maire de Lapalisse Conseiller général puis départemental |

### Compétences
L'intercommunalité exerce des compétences qui lui sont déléguées par les communes membres :
- développement économique (obligatoire) ;
- aménagement de l'espace communautaire (obligatoire) ;
- protection et mise en valeur de l'environnement ;
- politique du logement et du cadre de vie ;
- voirie d'intérêt communautaire ;
- enfance et jeunesse ;
- culture et éducation ;
- sports ;
- insertion et soutien à l'emploi des personnes en difficulté.

### Régime fiscal et budget
Le régime fiscal de la communauté de communes est la fiscalité professionnelle unique (FPU).

## Projets et réalisations
La communauté de communes a contribué à la réalisation des aménagements de bourgs, créé un office de tourisme communautaire en 2003, ouvert une médiathèque communautaire en 2002.
Elle possède un site Internet depuis avril 2003.